# 在沪香港人
在上海的香港人人口迅速增加。据上海市人民政府统计，截至2003年10月，在沪工作的香港居民只有3,432人；然而，到2004年12月，这个数字大约翻了一番，达到6,680人。香港人要前往上海，必須持有港澳居民來往內地通行證。

## 就业
60.2%的香港人在上海从事服务业，13.9%从事制造业，5%从事房地产业，5.1%从事金融和保险业，12.3%从事其他行业。大多数人在管理崗位上工作；他们一般是在香港加入公司，然后被香港或外国公司派往上海，要么在上海成立自己的公司。然而在滬香港人也面臨著上海當地人的競爭，相較於香港人，他们對工资的要求要低得多。
原本在上海工作的香港人拿到的是美元工資。随着人民币升值，越来越多在上海工作的香港人拿到的工資開始以人民幣結算。为控制资金流入，与澳门和台湾居民一样，居住在上海的香港人只能购买一套房屋或公寓。 

## 协会
1996年，上海香港商会成立；截至2007年，它有大约700名成员。 

## 流行文化
由楊恭如和范冰冰主演的2006年电视剧《美麗新天地》講述的是香港人来上海创业的故事。

## 另見
- 居港上海人
- 香港上海滙豐銀